# انتصار سالم العلي الصباح
الشيخة انتصار سالم العلي الصباح (12 سبتمبر 1964) الابنة التاسعة لرئيس الحرس الوطني الكويتي وعميد أسرة آل صباح الحاكمة سالم العلي السالم الصباح.

## مؤسستها
الشيخة انتصار سالم العلي هي المؤسسة والناشرة ورئيسة هيئة تحرير دار لولوه للنشر (lulua) ورئيسة مبادرة النوير للإيجابية (alnowair) وعضو المجلس الاستشاري لمكتب برنامج الامم المتحدة الانمائي لدى دولة الكويت والكاتبة في جريدة القبس الكويتية اليومية ورئيس مجلس إدارة والعضو المنتدب لشركة صناعات التبريد والتخزين (ش.م.ك) سابقا

## التعليم
- تلقت تعليمها في «المدرسة الإنجليزية الحديثة» في الكويت
- في عام 1982 التحقت بكلية العلوم قسم فيزياء ثم انتقلت الي كلية العلوم الاجتماعية جامعة الكويت
- في العام 2014 التحقت بمعهد الدراسات السياسية science PO بباريس لعمل الماجستير

## شركة صناعات التبريد والتخزين
- في عام 2003 شغلت منصب عضو مجلس إدارة في شركة صناعات التبريد والتخزين (ش.م.ك)، وهي شركة عامة مدرجة في السوق المالية.
- في 27 أغسطس عام 2006 تبوّئت منصب رئيس مجلس الإدارة والعضو المنتدب للشركة الي شهر أغسطس عام 2011

## دار لولوه
- العام 2011 أطلقت الشيخة انتصار الصباح دار لولوه للنشر ومقرها دبي متخذة لدار لولوه شعار (أنت.... ولكن.... أفضل بكل بساطة)
- تركّز "دار لولوه للنشر" على الإصدارات التي تحفّز وتلهم وتعزّز الرفاة النفسي والجسدي، وقد بدأت بإصدار مجلّتي GoodHealth العربية التي تهتم بالصحة النفسية والجسدية للمرأة وللأسرة ككل اما مجلة Vacations & Travel العربية فهي تقدم المغامرة في السياحة والسفر وهذه المجلات تصدر من اعرق دور النشر في أستراليا وتعد تلك المجلات نقلة نوعية في العالم العربي لما تقدمه من موضوعات جديدة في اطار سهل وشيق ادي الي الثناء والاهتمام من قبل القراء

## كتاب كلام من ذهب
- في العام 2012، أصدرت كتاباً مصوّراً يزخر بالحكمة والإلهام حمل عنوان «كلام من ذهب»، وهو كتاب فنّي فريد من نوعه في العالم العربي، جمع على صفحاته صوراً وأقوالاً ملهمة ل 46 شخصية من الشخصيّات الكويتيّة تمّ لاحقاً ترشيح البعض منهم لنيل جائزة الدولة التقديرية وقد لاقى الكتاب إقبالاً جماهيرياً واسعاً وثناء كبير من سمو أمير البلاد الراحل الشيخ صباح الأحمد الجابر الصباح وسمو أمير البلاد الشيخ نواف الأحمد الجابر الصباح وشكر من جميع السفارات الكويتية بالخارج التي حظيت بنسخة من الكتاب.

## دفتر تمارين صغير
- في العام 2014 تم البدء بإصدار سلسلة من الدفاتر الصغيرة ومنها (لتري الحياة وردية - لتخلص مما يعيق تقدمك – لتقدير الذات – لتكتشف مواهبك المخبأة – لتعبير عن الامتنان - لتثبّت نفسك وتتجرّأ على قول لا - للذكاء العاطفي - لتتمهّل عندما تجري الأمور بسرعة - لتعيش حرّا وتتوقف عن الشعور بالذنب - لتبقى هادئا في عالم مضطرب - لتكون عطوفا على نفسك - لتنمّي فرح العيش في حايتك اليومية) وهذه الدفاتر الصغيرة بمثابة رياضة فكرية لتحقيق الرفاة النفسي والجسدي وتعزيز نقاط قوتك وتطوير قدراتك بنفسك..... وهناك المزيد من الإصدارات الجديدة التي سوف تطرح في الاسواق متتالية خلال الفترة المقبلة.

## مبادرة النوير
- في 20 مارس عام 2013 تزامنا مع اليوم العالمي الأول للسعادة التي أقرته الامم المتحدة بهدف الهام 100 مليون شخص في العالم، أسّست الشيخة انتصار الصباح مبادرة «النوير» غير الربحيّة التي شكّلت أكبر مساهمة لها في تنمية وطنها الحبيب الكويت و«النوير» عبارة عن حملة في مجال المسؤولية الاجتماعية تهتم بالشباب وتهدف إلى نشر الفكر الإيجابي في الكويت والترويج له من خلال نشاطات وحملات ومؤتمرات متعدّدة تستعين بأبحاث علمية قامت بها مؤسّسات مرموقة، مثل جامعتي «هارفرد» و«بيركلي»، وشخصيات رائدة في مجال علم النفسي الإيجابي، بالإضافة إلى باحثين معروفين في هذا المجال والان أصبح لدي مبادرة النوير.

- 15الف متابع في مواقع التواصل الاجتماعي
- 120 متطوع مسجل
- 718 ألف زيارة على مواقع النوير الاجتماعية
- 26 ألف شخص شاركوا في 12 فاعلية اقامتها النوير
- الفوز في مسابقة الكويت الابداعية عن الأعمال غير الربحية (مبادرة النوير)

## العضوية والعمل الاجتماعي
- منذ عام 1999عضو في اللجنة التنفيذية بيت عبد الله (كاتش) (KACCH)
- منذ عام 1999عضو في اللجنة التنفيذية للأطفال المرضى في المستشفيات (BACCH)
- منذ عام 2011 عضو في الذراع الكويتية لمنظمة «هيومن رايتس وتش» (HRW).
- في عام 2013 عضو لجنة التحكيم في جائزة المرأة العربية
- عضو مؤسس في الجمعية الكويتية لحماية الحيوانات وبيئتها (K'S PATH)
- في عام 2014 عضو مجلس كلية العلوم الاجتماعية في جامعة الكويت
- تهتم برعاية البيئة من خلال القيام بحملات لتنظيف الشواطئ
- تهتم برعاية البيئة من خلال الاهتمام بحماية السلاحف الخضراء
- في العام 2015 عضو في جمعية الصحافيين الكويتية
- في العام 2015 عضو في اتحاد الصحفيين العرب
- في العام 2015 عضو في اتحاد الصحفيين الدولي

## الامم المتحدة
- في عام 2014 تم اختيارها كمستشارة ضمن أعضاء المجلس الاستشاري لمكتب برنامج الامم المتحدة الانمائي لدى دولة الكويت.

## التكريم
- العام 2012 درع تكريم من WAN-IFRA .
- العام 2012 درع وشهادة تكريم من TEDx Safat .
- العام 2013 الفوز بالجائزة الكبرى في مسابقة الكويت الابداعية.
- العام 2014 نالت لقب اقوى شخصية عربية في المجال الإنساني من قبل استفتاء في مجلة «سيدتي».
- العام 2014 شهادة تكريم من الجمعية الكويتية لاختلافات التعلم (كالد).
- العام 2014 شهادة تكريم من بيت الامم المتحدة.

## الأبناء
- الشيخة لولوة مبارك جابر العلي الصباح
- الشيخة فاطمة مبارك جابر العلي الصباح
- الشيخة منيرة باسل سالم الصباح
- الشيخة العنود باسل سالم الصباح